# J. T. Sundling
John Tyler Sundling (* 16. Januar 1991 in Takoma Park, Maryland) ist ein ehemaliger US-amerikanischer Tennisspieler.

## Karriere
Sundling erreichte als Junior Platz 78 der Rangliste der Junioren und stand im Doppel im Viertelfinale des Orange Bowl. In der Altersgruppe der unter 14-, unter 16- und unter 18-Jährigen war er jeweils in den Top 5 in den USA gelistet. 2007 war er Mitglied der Junior-Davis-Cup-Mannschaft. Er war Preisträger des Evelyn Houseman Lifetime Sportsmanship Award.
2009 begann er ein Studium an der University of Southern California im Fach Sportpsychologie, wo er auch College Tennis spielte. Er gewann mit Daniel Nguyen die USTA Boys 18s Hard Court Championship im Doppel, wodurch ihnen eine Wildcard für die Doppelkonkurrenz der US Open gewährt wurde. Dort unterlagen sie der argentinischen Paarung Máximo González und Juan Monaco mit 6:3, 2:6, 1:6. Während seines Studiums kam es zu vier weiteren Turnierteilnahmen durch Wildcards. Keines davon konnte er gewinnen, sodass er sich auch niemals in der Tennisweltrangliste platzieren konnte. 2011 wechselte er an die Texas Christian University, wo er sein Studium abschloss.
Nach dem Abschluss begann Sundling eine Karriere als Trainer. 2020 wurde er Tennis-Cheftrainer an der University of San Francisco.